# Johann Nikuradse

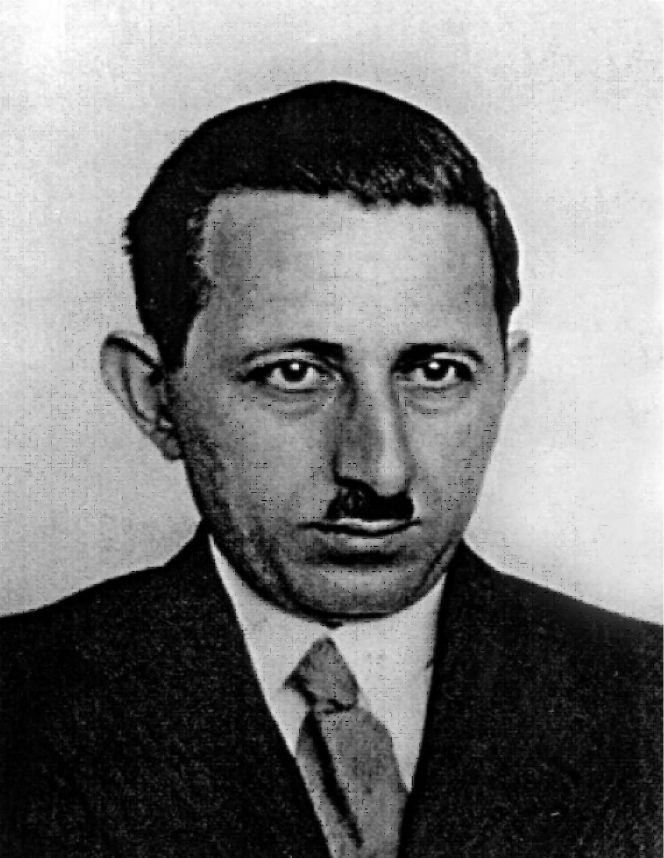
Johann Nikuradse (1934)

Johann Nikuradse (ივანე ნიკურაძე, Ivane Nikuradze; * 20. November 1894 in Samtredia; † 18. Juli 1979) war ein in Georgien geborener, deutscher Ingenieur und Physiker. Johann Nikuradse war der Bruder des Physikers Alexander Nikuradse.

## Leben
Johann Nikuradse studierte in Kutaissi. Auf Empfehlung des Dekans der Staatlichen Universität Tiflis, Petre Melikishvili, ging er 1919 für weitere Studien außer Landes. Wegen der Ausdehnung des Sowjetsystem auf Georgien 1921 kehrte er in sein Geburtsland nicht zurück und nahm die deutsche Staatsbürgerschaft an.

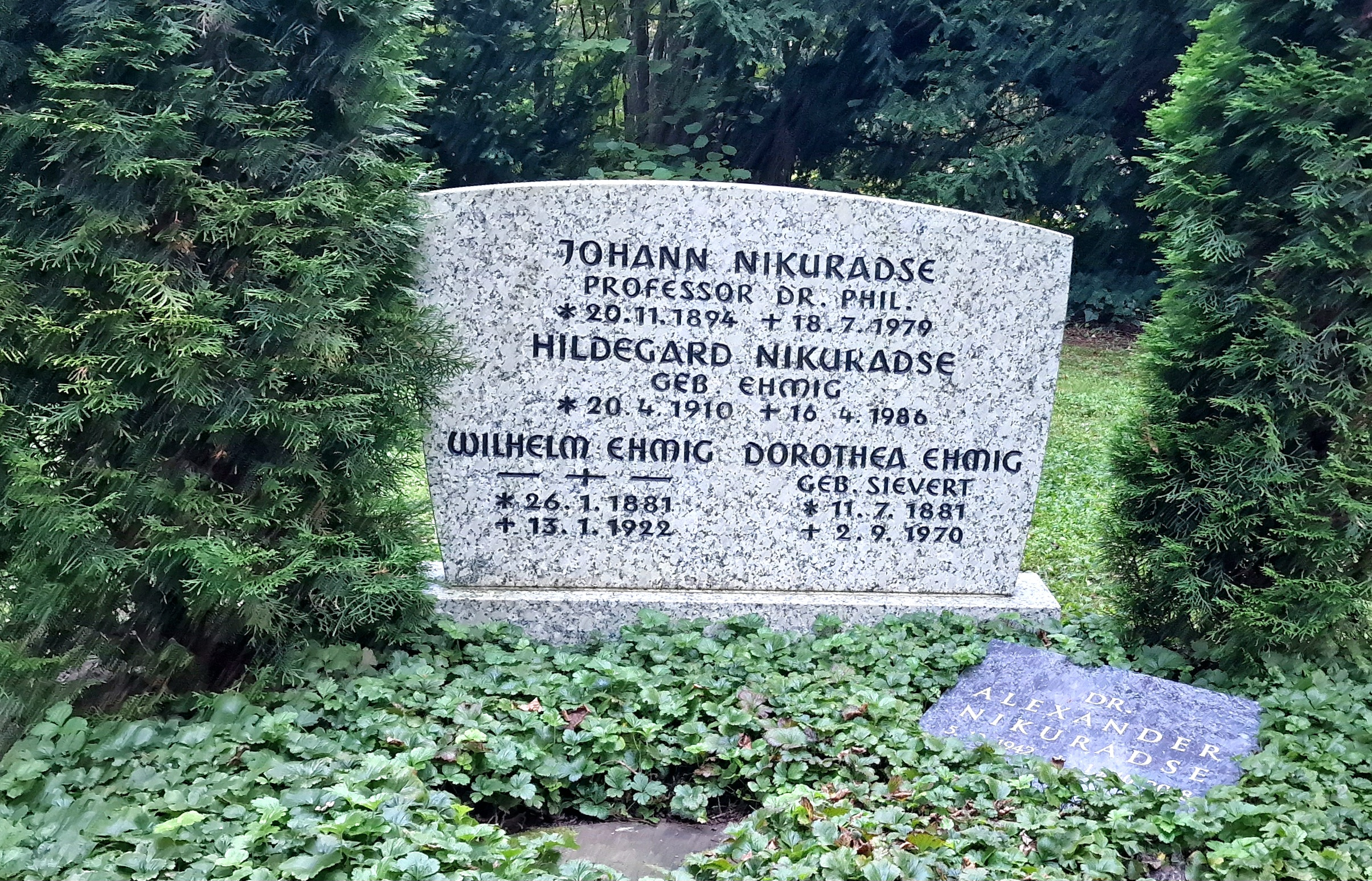
Grabstein Johann Nikuradse auf dem Stadtfriedhof Göttingen

Nikuradse war 1920 Doktorand bei Ludwig Prandtl und arbeitete später als Forscher im Kaiser-Wilhelm-Institut für Strömungsforschung. In den frühen 1930er Jahren unterstellte ihm die Nationalsozialistische Betriebszellenorganisation des Kaiser-Wilhelm-Instituts für Strömungsforschung trotz seiner engen Beziehungen zur NSDAP, für die Sowjetunion zu spionieren und aus dem Institut Bücher zu stehlen. Prandtl verteidigte ihn anfangs, war aber schließlich gezwungen ihn 1934 zu entlassen. Von 1934 bis 1945 war er Professor an der Universität Breslau, 1945 wurde er Honorarprofessor an der RWTH Aachen.
Nikuradse lebte vorwiegend in Göttingen und beschäftigte sich mit Hydrodynamik. Seine bekannteste Arbeit über den Einfluss von Rauigkeiten in Rohrleitungen wurde 1933 in Deutschland veröffentlicht.
Nikuradse maß sorgsam die Druckverluste in Rohrleitungen mit unterschiedlichen Rauigkeiten der Rohrinnenwände bei unterschiedlichen Strömungsgeschwindigkeiten. Er erkannte, wie sich Widerstand beziehungsweise der Druckverlust von Rohrleitungen mit unterschiedlichen Rauigkeiten relativ zur Durchströmungsgeschwindigkeit verhält.